# 二七剧场
39°54′29″N 116°20′23″E / 39.908105°N 116.339602°E

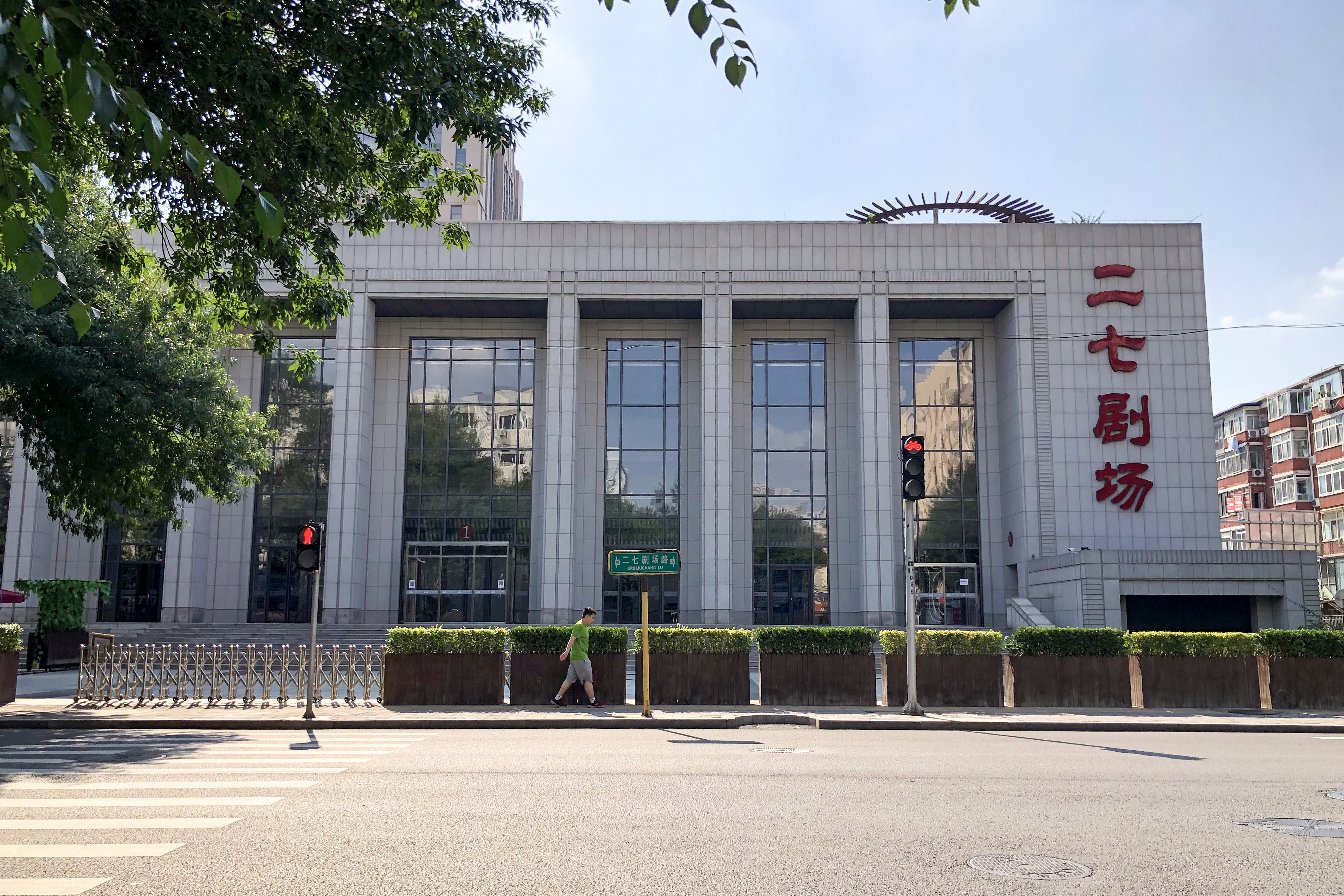
二七剧场东门

二七剧场，位于北京市西城区月坛街道二七剧场路15号，隶属中国铁路文工团。

## 简介
二七剧场位于二七剧场路西侧，距离南侧的复兴门外大街不远，北面是城市规划道路。该剧场是中国铁路文工团的驻团剧场，也是北京重要的观演场所。
二七剧场是1960年落成，以京汉铁路二七大罢工命名。该剧场楼下24排座位，楼上9排座位，全场共有1200个座位。由于年久失修，该剧场于2006年前后拆除，准备重建。
2009年9月，国家发改委批复了二七剧场工程可行性研究报告。该项目为原址重建，总用地面积11280平方米，总建筑面积25965平方米。2013年1月29日，中铁建工承建的新建二七剧场地下结构封顶。新建二七剧场工程是在原址新建，总建筑面积25443平方米，地上局部四层，地下三层，功能为以歌舞演出为主、兼顾其他演出类型的多功能大型剧场，可容纳1201名观众。